# Louis Bausil
Pour les articles homonymes, voir Bausil.
Marie Joseph Louis Bausil, né à Carcassonne le 22 juin 1876 et mort à Perpignan le 15 mars 1945, est un peintre français.

## Biographie
Frère d'Albert Bausil, il se fait connaître en 1901 en exposant à Perpignan aux côtés d'Aristide Maillol, George-Daniel de Monfreid, Étienne Terrus et Gustave Violet. En 1926 il figure à la rétrospective du Salon des indépendants avec Ravaudeuses de filets à Collioure, Pêchers et pommiers en fleurs à Amélie-les-Bains, La Baie de Llausa, En Cerdagne et Vieilles faïences et fleurs fanées.
Son portrait (1905) par George-Daniel de Monfreid est conservé au Musée des beaux-arts de Narbonne.
Une rue de Perpignan porte son nom. Sa demeure sur les remparts de la citadelle de la ville, dite « La Maison Rouge », est depuis l'été 2012 un restaurant gastronomique.

## Galerie

Œuvres de l'artiste
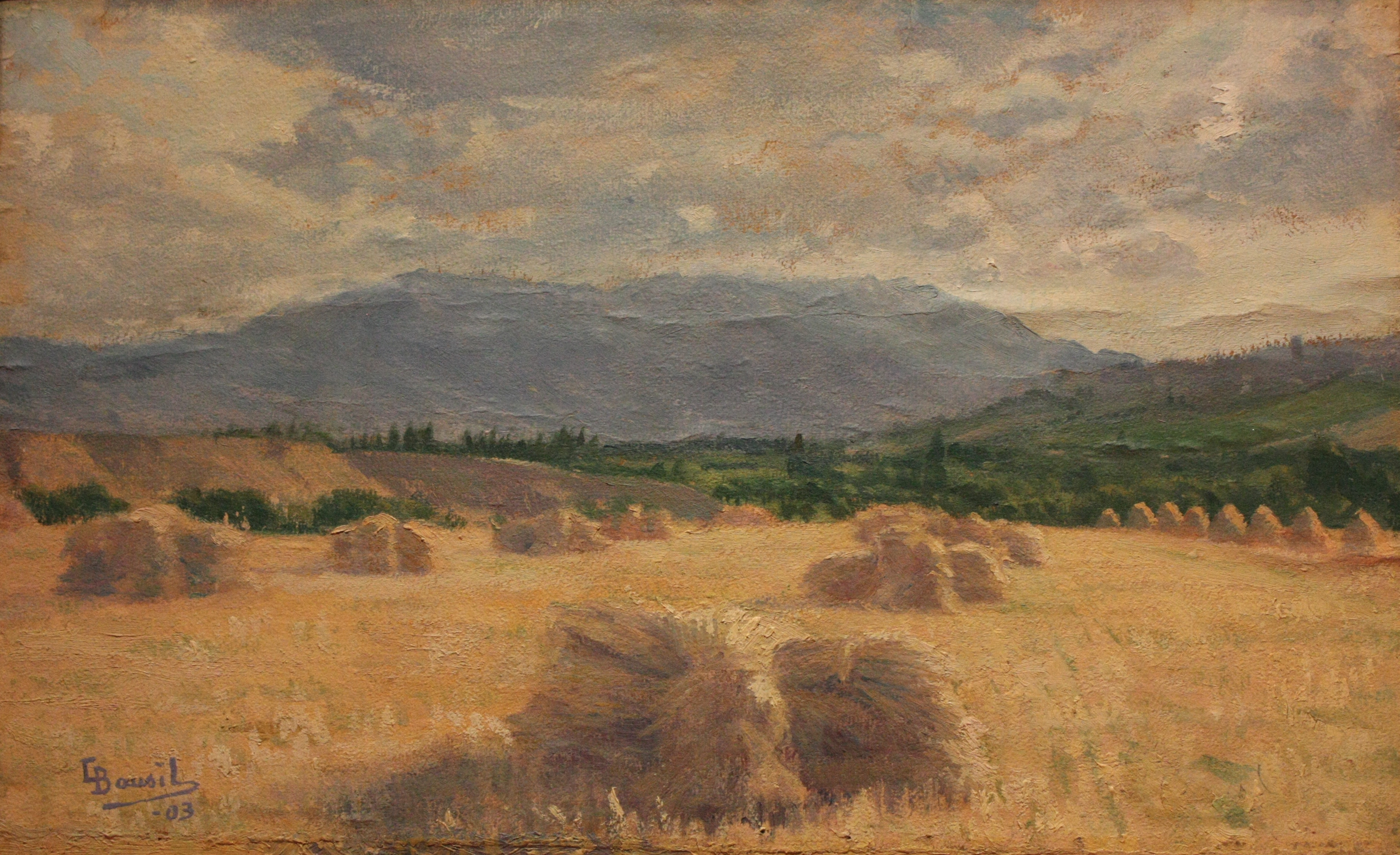
Blés en Cerdagne (1903), Musée Hyacinthe-Rigaud, Perpignan.
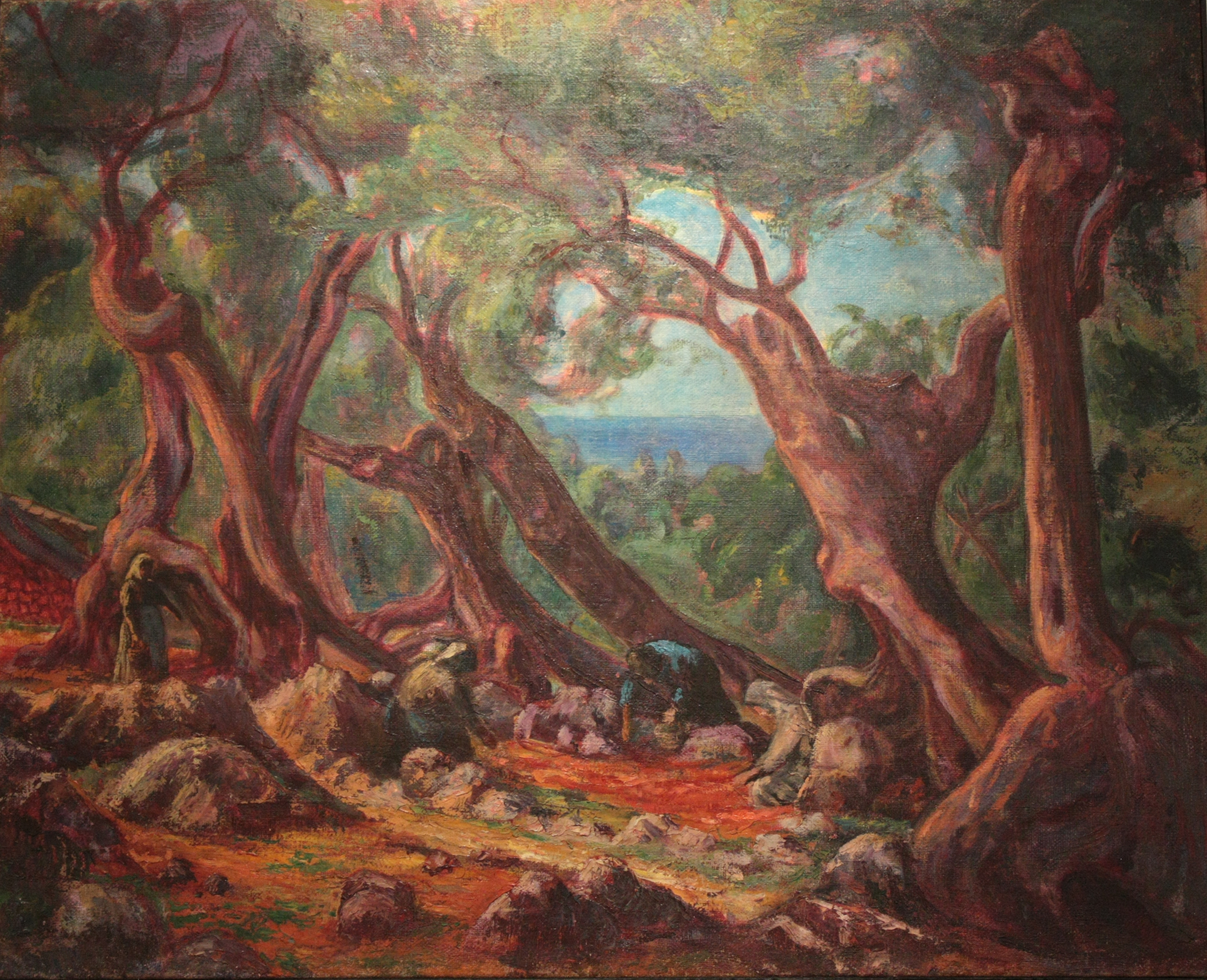
Oliviers de Majorque (1911), Musée Hyacinthe-Rigaud.
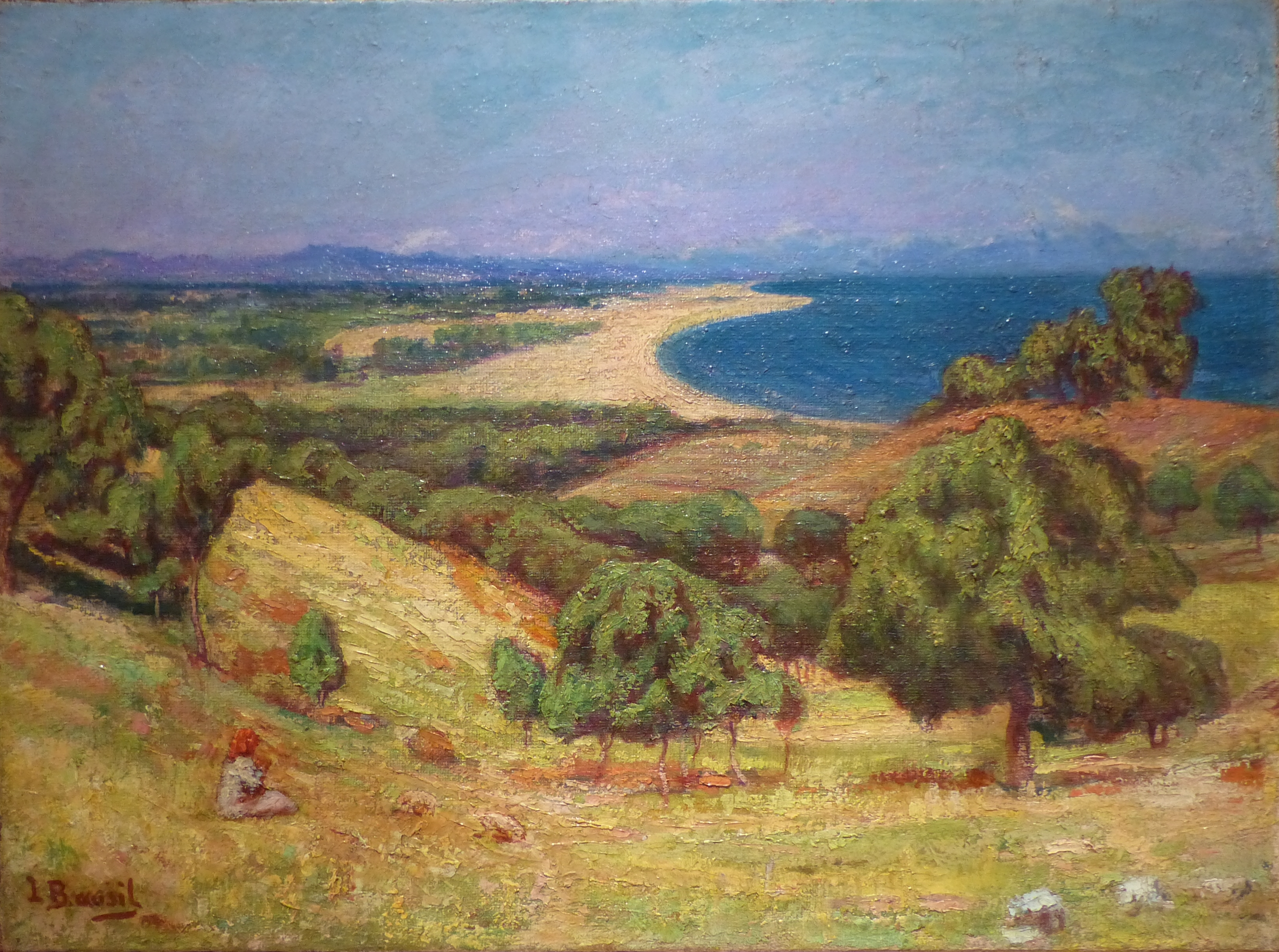
La Plage d'Argelès (vers 1930).